# コパ・ニュートン
コパ・ニュートン（西:Copa Newton）は、アルゼンチン代表とウルグアイ代表の間で行われていたサッカーの国際親善大会である。1906年から1976年まで27回開催された。

## 歴史
コパ・リプトン第1回大会（1905年）開催の翌年である1906年より始まり、1930年（FIFAワールドカップが開始された年）までは、1910年,1914年,1921年,1923年,1925年～1926年を除き、毎年開催されていた。1930年以降は、1937年～1976年までの39年間に8回、散発的に開催された。結局、大会は通算27回開催され、優勝回数はアルゼンチンの17回に対し、ウルグアイの10回となっている。
コパ・リプトンと同様、引き分けの場合はアウェーチームの優勝とされた。

## 歴代大会結果

### 最終結果
以下の表は、コパ・ニュートンの全大会の結果である 。
| 年   | 優勝         | 準優勝       | スコア | 開催都市         |
| ---- | ------------ | ------------ | ------ | ---------------- |
| 1906 | アルゼンチン | ウルグアイ   | 2-1    | ブエノスアイレス |
| 1907 | アルゼンチン | ウルグアイ   | 2-1    | モンテビデオ     |
| 1908 | アルゼンチン | ウルグアイ   | 2-1    | ブエノスアイレス |
| 1909 | アルゼンチン | ウルグアイ   | 2-2    | モンテビデオ     |
| 1911 | アルゼンチン | ウルグアイ   | 3-2    | モンテビデオ     |
| 1912 | ウルグアイ   | アルゼンチン | 3-3    | アベジャネーダ   |
| 1913 | ウルグアイ   | アルゼンチン | 1-0    | モンテビデオ     |
| 1915 | ウルグアイ   | アルゼンチン | 2-0    | モンテビデオ     |
| 1916 | アルゼンチン | ウルグアイ   | 3-1    | アベジャネーダ   |
| 1917 | ウルグアイ   | アルゼンチン | 1-0    | モンテビデオ     |
| 1918 | アルゼンチン | ウルグアイ   | 2-0    | ブエノスアイレス |
| 1919 | ウルグアイ   | アルゼンチン | 2-1    | モンテビデオ     |
| 1920 | ウルグアイ   | アルゼンチン | 3-1    | ブエノスアイレス |
| 1922 | ウルグアイ   | アルゼンチン | 2-2    | ブエノスアイレス |
| 1924 | アルゼンチン | ウルグアイ   | 4-0    | ブエノスアイレス |
| 1927 | アルゼンチン | ウルグアイ   | 1-0    | モンテビデオ     |
| 1928 | アルゼンチン | ウルグアイ   | 1-0    | アベジャネーダ   |
| 1929 | ウルグアイ   | アルゼンチン | 2-1    | モンテビデオ     |
| 1930 | ウルグアイ   | アルゼンチン | 1-1    | ブエノスアイレス |
| 1937 | アルゼンチン | ウルグアイ   | 3-0    | モンテビデオ     |
| 1942 | アルゼンチン | ウルグアイ   | 4-1    | ブエノスアイレス |
| 1945 | アルゼンチン | ウルグアイ   | 6-2    | アベジャネーダ   |
| 1957 | アルゼンチン | ウルグアイ   | 0-0    | モンテビデオ     |
| 1968 | ウルグアイ   | アルゼンチン | 2-1    | モンテビデオ     |
| 1973 | アルゼンチン | ウルグアイ   | 1-1    | モンテビデオ     |
| 1975 | アルゼンチン | ウルグアイ   | 3-2    | モンテビデオ     |
| 1976 | アルゼンチン | ウルグアイ   | 3-0    | モンテビデオ     |

### 歴代優勝回数
| 国           | 優勝回数 | 優勝年                                                                                               |
| ------------ | -------- | --- |
| アルゼンチン | 17       | 1906, 1907, 1908, 1909, 1911, 1916, 1918, 1924, 1927, 1928, 1937, 1942, 1945, 1957, 1973, 1975, 1976 |
| ウルグアイ   | 10       | 1912, 1913, 1915, 1917, 1919, 1920, 1922, 1929, 1930, 1968                                           |